# Servette Football Club Genève 1890 2017-2018
Questa voce raccoglie le informazioni riguardanti il Servette Football Club Genève 1890 nelle competizioni ufficiali della stagione 2017-2018.

## Stagione
Nella stagione 2017-2018 il Servette, allenato da Meho Kodro e Bojan Dimić, concluse il campionato di Challenge League al 3º posto. In Coppa Svizzera il Servette fu eliminato al secondo turno dal Lucerna.

## Rosa
| N. |                                 | Ruolo | Calciatore          |
| -- | ------------------------------- | ----- | ------------------- |
| 1  | Svizzera (bandiera)             | P     | Léo Lécureux        |
| 2  | Svizzera (bandiera)             | D     | Anthony Sauthier    |
| 3  | Brasile (bandiera)              | D     | Nathan Cardoso      |
| 5  | Bolivia (bandiera)              | C     | Boris Cespedes      |
| 6  | Slovenia (bandiera)             | C     | Dalibor Stevanović  |
| 7  | Svizzera (bandiera)             | A     | Matias Vitkieviez   |
| 8  | Colombia (bandiera)             | C     | Fabry Castro        |
| 9  | Bosnia ed Erzegovina (bandiera) | C     | Miroslav Stevanović |
| 10 | Svizzera (bandiera)             | C     | Sébastien Wüthrich  |
| 11 | Brasile (bandiera)              | A     | Willie Barbosa      |
| 12 | Guadalupa (bandiera)            | A     | Alexandre Alphonse  |
| 14 | Rep. del Congo (bandiera)       | A     | Dominique Malonga   |
| 16 | Francia (bandiera)              | D     | William Le Pogam    |
| 17 | Mauritania (bandiera)           | D     | Sally Sarr          |
| 20 | Svizzera (bandiera)             | C     | Mirsad Hasanovic    |
| 21 | Svizzera (bandiera)             | P     | David Gonzalez      |
| 22 | Brasile (bandiera)              | A     | Mychell Chagas      |

| N. |                     | Ruolo | Calciatore         |
| -- | ------------------- | ----- | ------------------ |
| 23 | Italia (bandiera)   | D     | Paolo De Ceglie    |
| 24 | Svizzera (bandiera) | D     | Christopher Mfuyi  |
| 25 | Svizzera (bandiera) | C     | Steven Lang        |
| 26 | Svizzera (bandiera) | P     | João Castanheira   |
| 27 | Svizzera (bandiera) | C     | Alexis Antunes     |
| 29 | Svizzera (bandiera) | C     | Kastriot Imeri     |
| 30 | Svizzera (bandiera) | D     | Luca Gazzetta      |
| 32 | Svizzera (bandiera) | P     | Jérémy Frick       |
| 33 | Svizzera (bandiera) | D     | Robin Busset       |
| 35 | Svizzera (bandiera) | D     | Timo Ribeiro       |
| 35 | Svizzera (bandiera) | A     | Nedim Omeragic     |
| 36 | Svizzera (bandiera) | D     | Baba Souare        |
| 37 | Svizzera (bandiera) | D     | Ivann Strohbach    |
| 38 | Svizzera (bandiera) | C     | Dilan Shala        |
| 40 | Svizzera (bandiera) | C     | Sebastien Ratcliff |
|    | Svizzera (bandiera) | D     | Meriton Bytyqi     |

## Organigramma societario
Area tecnica
- Allenatore: Bojan Dimić
- Allenatore in seconda:
- Preparatore dei portieri:
- Preparatori atletici:

## Calciomercato

### Sessione estiva
| Acquisti | Acquisti            | Acquisti        | Acquisti |
| R.       | Nome                | da              | Modalità |
| -------- | ------------------- | --------------- | -------- |
| D        | Nathan Cardoso      | Palmeiras       |          |
| C        | Miroslav Stevanović | Željezničar     |          |
| D        | Melvin Ackun        | Servette U-21   |          |
| C        | Alexis Antunes      | Servette U19    |          |
| D        | Robin Busset        | Servette U19    |          |
| D        | Meriton Bytyqi      | Servette U19    |          |
| P        | João Castanheira    | Sierre          |          |
| C        | Steven Lang         | Sciaffusa       |          |
| A        | Dominique Malonga   | Elche           |          |
| D        | Sally Sarr          | Lucerna         |          |
| D        | Baba Souare         | Servette U18    |          |
| C        | Dalibor Stevanović  | Slaven Belupo   |          |
| A        | Willie Barbosa      | Apollōn Smyrnīs |          |
| C        | Sébastien Wüthrich  | Aarau           |          |

| Cessioni | Cessioni           | Cessioni       | Cessioni |
| R.       | Nome               | a              | Modalità |
| -------- | ------------------ | -------------- | -------- |
| C        | Bruno Caslei       | Yverdon        |          |
| C        | Ousmane Doumbia    | Yverdon        |          |
| D        | Liassine Cadamuro  | Nîmes          |          |
| A        | Connor Bell        | Inverness      |          |
| A        | Benjamin Besnard   | Stade Nyonnais |          |
| A        | Jean-Pierre Nsame  | Young Boys     |          |
| C        | Marco Delley       | Losanna        |          |
| C        | Hugo Fargues       | Stade Nyonnais |          |
| D        | Jérémy Faug-Porret | Aqtöbe         |          |
| C        | Kastriot Imeri     | Servette U18   |          |
| D        | Romain Kursner     | Étoile Carouge |          |
| A        | Alberto Libertazzi | Novara         |          |
| C        | Yassin Maouche     | Zurigo         |          |
| C        | Tibert Pont        | Stade Nyonnais |          |
| D        | Miguel Rodrigues   | Thun           |          |
| C        | Hiraç Yagan        | Stade Nyonnais |          |

### Sessione invernale
| Acquisti | Acquisti       | Acquisti        | Acquisti |
| R.       | Nome           | da              | Modalità |
| -------- | -------------- | --------------- | -------- |
| A        | Mychell Chagas | Rapperswil-Jona |          |

| Cessioni | Cessioni            | Cessioni       | Cessioni |
| R.       | Nome                | a              | Modalità |
| -------- | ------------------- | -------------- | -------- |
| D        | Melvin Ackun        | Étoile Carouge |          |
| C        | Florian Berisha     | Stade Nyonnais |          |
| C        | Christopher Lungoyi | Porto B        |          |

## Risultati

### Challenge League

#### Prima fase, girone di andata
| Arbitro: | Schärli |

|                          |           |                        |
| Alphonse 25’, 37’ (rig.) | Marcatori | 4’ Ceesay 84’ Franzese |

| Arbitro: | Ovcharov |

|            |           |              |
| Puljić 78’ | Marcatori | 25’ Wüthrich |

| Arbitro: | Superczynski |

|  |           |              |
|  | Marcatori | 64’ Sauthier |

| Arbitro: | Schärli |

|              |           |  |
| Wüthrich 51’ | Marcatori |  |

| Arbitro: | Ovcharov |

|  |           |                       |
|  | Marcatori | 85’ Pogam 87’ Barbosa |

| Arbitro: | Gut |

|                               |           |  |
| Wüthrich 16’, 31’ Barbosa 73’ | Marcatori |  |

| Arbitro: | Bieri |

|                                         |           |                                |
| Stevanović 21’ Sauthier 34’ Cardoso 61’ | Marcatori | 24’ (rig.) Mikari 80’ Dangubic |

| Arbitro: | Hänni |

|                                  |           |                            |
| Tréand 21’ Veloso 76’ Ramizi 90’ | Marcatori | 20’ Barbosa 26’ Stevanović |

| Arbitro: | Horisberger |

|                                             |           |                       |
| Sauthier 12’ Barbosa 28’, 72’, 77’ Lang 30’ | Marcatori | 11’ (rig.) Kuzmanovic |

#### Prima fase, girone di ritorno
| Arbitro: | Schärli |

|            |           |                          |
| Ceesay 39’ | Marcatori | 32’ Alphonse 90’ Cardoso |

| Arbitro: | Schärer |

|              |           |  |
| Lang 5’, 73’ | Marcatori |  |

| Arbitro: | Superczynski |

|                               |           |            |
| Stevanović 19’ Stevanović 42’ | Marcatori | 85’ Chagas |

| Wil 30 ottobre 2017, ore 20:00 CET 13ª giornata | Wil     | 0 – 0 referto | Servette | IGP Arena (760 spett.)\| Arbitro: \| Tschudi \| |
| Arbitro:                                        | Tschudi |               |          |                                                 |

| Arbitro: | Fähndrich |

|                |           |                   |
| Stevanović 63’ | Marcatori | 88’ (rig.) Sutter |

| Aarau 17 novembre 2017, ore 20:00 CET 15ª giornata | Aarau    | 0 – 0 referto | Servette | Stadion Brügglifeld (2 432 spett.)\| Arbitro: \| Klossner \| |
| Arbitro:                                           | Klossner |               |          |                                                              |

| Arbitro: | Bieri |

|                |           |                         |
| Tranquilli 12’ | Marcatori | 72’ Lang 87’ Stevanović |

| Arbitro: | Jaccottet |

|             |           |                               |
| Cardoso 19’ | Marcatori | 88’ (rig.) Nuzzolo 90’ Corbaz |

| Arbitro: | Jancevski |

|  |           |                                |
|  | Marcatori | 47’ Wüthrich 65’ (rig.) Chagas |

#### Seconda fase, girone di andata
| Arbitro: | Jancevski |

|           |           |            |
| Chagas 5’ | Marcatori | 33’ Ceesay |

| Arbitro: | Dudic |

|  |           |          |
|  | Marcatori | 85’ Lang |

| Arbitro: | Hänni |

|            |           |              |
| Tréand 29’ | Marcatori | 6’ De Ceglie |

| Arbitro: | Klossner |

|                                              |           |  |
| Chagas 7’ Cespedes 45’ Barbosa 56’ Imeri 74’ | Marcatori |  |

| Arbitro: | Gut |

|                            |           |                |
| Muntwiler 17’ Borgmann 69’ | Marcatori | 50’ Stevanović |

| Arbitro: | Marri |

|              |           |            |
| Wüthrich 64’ | Marcatori | 10’ Elvedi |

| Arbitro: | Schärli |

|            |           |              |
| Saliji 90’ | Marcatori | 84’ Alphonse |

| Arbitro: | Horisberger |

|             |           |               |
| Barbosa 23’ | Marcatori | 35’ Stillhart |

| Arbitro: | Dudic |

|                         |           |  |
| Turkeš 5’ Salanović 45’ | Marcatori |  |

#### Seconda fase, girone di ritorno
| Arbitro: | Erlachner |

|                  |           |                |
| Farrugia 2’, 54’ | Marcatori | 28’ Stevanović |

| Arbitro: | Tschudi |

|           |           |                                                   |
| Mfuyi 26’ | Marcatori | 53’ Tranquilli 79’ Sessolo 85’ Çiçek 90’ Helbling |

| Ginevra 23 aprile 2018, ore 20:00 CEST 30ª giornata | Servette | 0 – 0 referto | Neuchâtel Xamax | Stade de Genève (2 111 spett.)\| Arbitro: \| Schärer \| |
| Arbitro:                                            | Schärer  |               |                 |                                                         |

| Arbitro: | Erlachner |

|           |           |                            |
| Tasar 29’ | Marcatori | 24’ (rig.) Lang 77’ Chagas |

| Arbitro: | Wolfensberger |

|  |           |               |
|  | Marcatori | 63’ Coulibaly |

| Arbitro: | Jancevski |

|           |           |                                          |
| Pacar 30’ | Marcatori | 10’ Barbosa 33’ Stevanović 90’ De Ceglie |

| Arbitro: | Bieri |

|                                          |           |                               |
| Omeragic 22’, 65’ Barbosa 27’ Chagas 28’ | Marcatori | 3’ (rig.) Silvio 10’ Gazzetta |

| Arbitro: | Piccolo |

|  |           |                     |
|  | Marcatori | 44’ Lang 90’ Chagas |

| Arbitro: | Cibelli |

|  |           |                                         |
|  | Marcatori | 6’ Turkeš 40’ (aut.) Cardoso 75’ Fazliu |

### Coppa Svizzera
| Arbitro: | Ovcharov |

|  |           |                                                         |
|  | Marcatori | 13’ Vitkieviez 17’, 67’ Berisha 75’ Imeri 82’, 85’ Lang |

| Arbitro: | San |

|  |           |              |
|  | Marcatori | 61’ Demhasaj |

## Statistiche

### Statistiche di squadra
| Competizione     | Punti | In casa | In casa | In casa | In casa | In casa | In casa | In trasferta | In trasferta | In trasferta | In trasferta | In trasferta | In trasferta | Totale | Totale | Totale | Totale | Totale | Totale | DR  |
| Competizione     | Punti | G       | V       | N       | P       | Gf      | Gs      | G            | V            | N            | P            | Gf           | Gs           | G      | V      | N      | P      | Gf     | Gs     | DR  |
| ---------------- | ----- | ------- | ------- | ------- | ------- | ------- | ------- | ------------ | ------------ | ------------ | ------------ | ------------ | ------------ | ------ | ------ | ------ | ------ | ------ | ------ | --- |
| Challenge League | 62    | 18      | 8       | 6       | 4       | 32      | 22      | 18           | 9            | 5            | 4            | 24           | 16           | 36     | 17     | 11     | 8      | 56     | 38     | +18 |
| Coppa Svizzera   | -     | 1       | 0       | 0       | 1       | 0       | 1       | 1            | 1            | 0            | 0            | 6            | 0            | 2      | 1      | 0      | 1      | 6      | 1      | +5  |
| Totale           | 62    | 19      | 8       | 6       | 5       | 32      | 23      | 19           | 10           | 5            | 4            | 30           | 16           | 38     | 18     | 11     | 9      | 62     | 39     | +23 |

### Andamento in campionato
| Giornata  | 1 | 2 | 3 | 4 | 5 | 6 | 7 | 8 | 9 | 10 | 11 | 12 | 13 | 14 | 15 | 16 | 17 | 18 | 19 | 20 | 21 | 22 | 23 | 24 | 25 | 26 | 27 | 28 | 29 | 30 | 31 | 32 | 33 | 34 | 35 | 36 |
| --------- | - | - | - | - | - | - | - | - | - | -- | -- | -- | -- | -- | -- | -- | -- | -- | -- | -- | -- | -- | -- | -- | -- | -- | -- | -- | -- | -- | -- | -- | -- | -- | -- | -- |
| Luogo     | C | T | T | C | T | C | C | T | C | T  | C  | C  | T  | C  | T  | T  | C  | T  | C  | T  | T  | C  | T  | C  | T  | C  | T  | T  | C  | C  | T  | C  | T  | C  | T  | C  |
| Risultato | N | N | V | V | V | V | V | P | V | V  | V  | V  | N  | N  | N  | V  | P  | V  | N  | V  | N  | V  | P  | N  | N  | N  | P  | P  | P  | N  | V  | P  | V  | V  | V  | P  |
| Posizione | 5 | 6 | 3 | 3 | 3 | 3 | 3 | 3 | 3 | 3  | 3  | 2  | 3  | 2  | 2  | 2  | 2  | 2  | 2  | 2  | 2  | 2  | 2  | 2  | 2  | 2  | 2  | 2  | 4  | 4  | 3  | 4  | 3  | 2  | 2  | 3  |

Legenda:

Luogo: C = Casa; T = Trasferta. Risultato: V = Vittoria; N = Pareggio; P = Sconfitta.

### Statistiche dei giocatori
| Giocatore      | Challenge League | Challenge League | Challenge League | Challenge League | Coppa Svizzera | Coppa Svizzera | Coppa Svizzera | Coppa Svizzera | Totale   | Totale | Totale      | Totale     |
| Giocatore      | Presenze         | Reti             | Ammonizioni      | Espulsioni       | Presenze       | Reti           | Ammonizioni    | Espulsioni     | Presenze | Reti   | Ammonizioni | Espulsioni |
| -------------- | ---------------- | ---------------- | ---------------- | ---------------- | -------------- | -------------- | -------------- | -------------- | -------- | ------ | ----------- | ---------- |
| M. Ackun       | 0                | 0                | 0                | 0                | 0              | 0              | 0              | 0              | 0        | 0      | 0           | 0          |
| A. Alphonse    | 18               | 4                | 7                | 0                | 0              | 0              | 0              | 0              | 18       | 4      | 7           | 0          |
| A. Antunes     | 7                | 0                | 0                | 0                | 1              | 0              | 0              | 0              | 8        | 0      | 0           | 0          |
| W. Barbosa     | 26               | 10               | 5                | 1                | 2              | 0              | 0              | 0              | 28       | 10     | 5           | 1          |
| F. Berisha     | 9                | 0                | 0                | 0                | 2              | 2              | 0              | 0              | 11       | 2      | 0           | 0          |
| R. Busset      | 9                | 0                | 0                | 0                | 0              | 0              | 0              | 0              | 9        | 0      | 0           | 0          |
| M. Bytyqi      | 0                | 0                | 0                | 0                | 1              | 0              | 0              | 0              | 1        | 0      | 0           | 0          |
| L. Cadamuro    | 1                | 0                | 1                | 0                | 0              | 0              | 0              | 0              | 1        | 0      | 1           | 0          |
| N. Cardoso     | 28               | 3                | 7                | 0                | 1              | 0              | 1              | 0              | 29       | 3      | 8           | 0          |
| B. Caslei      | 0                | 0                | 0                | 0                | 0              | 0              | 0              | 0              | 0        | 0      | 0           | 0          |
| J. Castanheira | 0                | 0                | 0                | 0                | 0              | 0              | 0              | 0              | 0        | 0      | 0           | 0          |
| F. Castro      | 30               | 0                | 7                | 0                | 0              | 0              | 0              | 0              | 30       | 0      | 7           | 0          |
| B. Cespedes    | 16               | 1                | 3                | 0                | 2              | 0              | 0              | 0              | 18       | 1      | 3           | 0          |
| M. Chagas      | 15               | 6                | 4                | 0                | 0              | 0              | 0              | 0              | 15       | 6      | 4           | 0          |
| P. De Ceglie   | 11               | 2                | 2                | 0                | 0              | 0              | 0              | 0              | 11       | 2      | 2           | 0          |
| J. Frick       | 27               | 0                | 2                | 1                | 0              | 0              | 0              | 0              | 27       | 0      | 2           | 1          |
| L. Gazzetta    | 3                | 0                | 0                | 0                | 0              | 0              | 0              | 0              | 3        | 0      | 0           | 0          |
| D. Gonzalez    | 10               | 0                | 0                | 0                | 2              | 0              | 0              | 0              | 12       | 0      | 0           | 0          |
| M. Hasanovic   | 11               | 0                | 2                | 0                | 0              | 0              | 0              | 0              | 11       | 0      | 2           | 0          |
| K. Imeri       | 26               | 1                | 4                | 0                | 2              | 1              | 0              | 0              | 28       | 2      | 4           | 0          |
| S. Lang        | 32               | 7                | 5                | 0                | 2              | 2              | 0              | 0              | 34       | 9      | 5           | 0          |
| C. Lungoyi     | 3                | 0                | 0                | 0                | 1              | 0              | 0              | 0              | 4        | 0      | 0           | 0          |
| L. Lécureux    | 0                | 0                | 0                | 0                | 0              | 0              | 0              | 0              | 0        | 0      | 0           | 0          |
| D. Malonga     | 6                | 0                | 0                | 0                | 1              | 0              | 0              | 0              | 7        | 0      | 0           | 0          |
| C. Mfuyi       | 23               | 1                | 5                | 0                | 1              | 0              | 0              | 0              | 24       | 1      | 5           | 0          |
| N. Omeragic    | 5                | 2                | 0                | 0                | 0              | 0              | 0              | 0              | 5        | 2      | 0           | 0          |
| W. Pogam       | 18               | 1                | 1                | 0                | 2              | 0              | 1              | 0              | 20       | 1      | 2           | 0          |
| S. Ratcliff    | 0                | 0                | 0                | 0                | 0              | 0              | 0              | 0              | 0        | 0      | 0           | 0          |
| T. Ribeiro     | 2                | 0                | 0                | 0                | 0              | 0              | 0              | 0              | 2        | 0      | 0           | 0          |
| S. Sarr        | 26               | 0                | 3                | 0                | 2              | 0              | 1              | 0              | 28       | 0      | 4           | 0          |
| A. Sauthier    | 27               | 3                | 10               | 0                | 2              | 0              | 0              | 0              | 29       | 3      | 10          | 0          |
| D. Shala       | 3                | 0                | 2                | 0                | 0              | 0              | 0              | 0              | 3        | 0      | 2           | 0          |
| B. Souare      | 9                | 0                | 0                | 0                | 0              | 0              | 0              | 0              | 9        | 0      | 0           | 0          |
| D. Stevanović  | 24               | 1                | 5                | 0                | 1              | 0              | 0              | 0              | 25       | 1      | 5           | 0          |
| M. Stevanović  | 31               | 8                | 4                | 0                | 1              | 0              | 1              | 0              | 32       | 8      | 5           | 0          |
| I. Strohbach   | 0                | 0                | 0                | 0                | 0              | 0              | 0              | 0              | 0        | 0      | 0           | 0          |
| M. Vitkieviez  | 21               | 0                | 2                | 0                | 2              | 1              | 1              | 0              | 23       | 1      | 3           | 0          |
| S. Wüthrich    | 25               | 6                | 2                | 0                | 0              | 0              | 0              | 0              | 25       | 6      | 2           | 0          |